# Sandra Oh
Sandra Miju Oh (Nepean (Ontario), 20 juli 1971) is een Canadese actrice van Koreaanse afkomst. Ze won in 2006 een Golden Globe voor haar rol als Dr. Cristina Yang in de televisieserie Grey's Anatomy. In 2019 won ze de prijs opnieuw, ditmaal voor haar hoofdrol in de serie Killing Eve.

## Privéleven
Oh trouwde op 1 januari 2003 met de Amerikaanse filmregisseur Alexander Payne. Hun huwelijk strandde in december 2006.

## Filmografie
- Smurfs (2025) Moxie (stem)
- Turning Red (2022) Ming Lee (stem)
- Raya and the Last Dragon (2021) - Virana (stem)
- Ramona and Beezus (2010) - Mrs. Meacham
- Blindness (2008) - Minister van Gezondheid
- The Land Before Time XIII: The Wisdom of Friends (2007) - Doofah
- Falling (2007) - Melanie
- The Night Listener (2006) - Anna
- For Your Consideration (2006) - Marketeer
- Sorry, Haters (2005) - Phyllis MacIntyre
- 3 Needles (2005) - Mary
- Cake (2005) - Lulu
- Hard Candy (2005) - Judy Tokuda (cameo)
- Kind of a Blur (2005) - Joe
- Break a Leg (2005) - Jonge handlanger
- Mulan II (2004) - Ting Ting (stem)
- Sideways (2004) - Stephanie
- 8 Minutes to Love (2004) - Joy
- Wilby Wonderful (2004) - Carol French
- Rick (2003) - Michelle
- Under the Tuscan Sun (2003) - Patti
- Owning Mahowny (2003) - Dobbelaarster
- Long Life, Happiness & Prosperity (2002) - Kim Ho Lum
- Full Frontal (2002) - Ontslagen medewerkster
- Barrier Device (2002) - Audrey
- Big Fat Liar (2002) - Mrs. Phyllis Caldwell
- The Princess Diaries (2001) - Conrector Gupta
- Date Squad (2001) - Alpha Baby
- Dancing at the Blue Iguana (2000) - Jasmine
- Waking the Dead (2000) - Kim
- Three Lives of Kate (2000) - Verteller
- Guinevere (1999) - Cindy
- Permanent Midnight (1998) - Vriendin
- The Red Violin (1998) - Madame Ming
- Last Night (1998) - Sandra
- Bad Day on the Block (1997) - ...
- Bean (1997) - Bernice Schimmel
- Cowgirl (1996) - Sara Hwang
- Prey (1995) - Il Bae
- Double Happiness (1994) - Jade Li
- The Diary of Evelyn Lau (1994) - Evelyn Lau

## Televisieseries
*Exclusief eenmalige gastrollen
- The Sympathiser (2024) - Sofia Mori
- The Chair (2021) - Ji-Yoon Kim
- Killing Eve (2018-2022) - Eve Polastri
- Grey's Anatomy (2005-2014) - Dr. Cristina Yang
- American Dragon: Jake Long (2006) - Sun Park (zes afleveringen)
- The Proud Family (2001-2002) - Marsha Mitsubishi (vijf afleveringen)
- Arli$$ (1996-2002) - Rita Wu (36 afleveringen)